# Olga Vallespín Gómez
Olga Vallespín Gómez (Cartagena, 22 de agosto de 1951) es una arqueóloga considerada la primera buceadora profesional española que realizó sus primeras prospecciones arqueológicas submarinas en Sancti Petri (Cádiz), en 1973. 

## Biografía
En 1970 obtuvo el título de Buceo Profesional de 2º Clase por el Centro de Buceo de la Armada Española.  Así se convirtió en la primera mujer buceadora profesional española. Miembro fundacional del Patronato de Excavaciones Arqueológicas Submarinas de Cartagena (1970). En 1974 obtuvo la licenciatura en Filosofía y Letras por la Universidad Complutense de Madrid, sección de Historia y Geografía. Es arqueóloga profesional colegiada por el Colegio de Licenciados de Madrid. Y en 1989 obtuvo el Certificado de Aptitud Pedagógica del Instituto de Ciencias de la Educación de la Universidad Complutense de Madrid.

### Trayectoria profesional
En 1973 realizó sus primeras prospecciones arqueológicas submarinas en Sancti Petri (Cádiz), siendo designada directora de la expedición submarina de la Ancient Mediterranean Research Associaton (California, EE. UU.) en Cádiz, donde continuó las investigaciones hasta el año 1985.
Inauguró la aplicación de la metodología científica en el estudio de los fondos marinos promovida por los Ministerios de Educación, Ciencia y de Cultura. Publicó la primera Carta Arqueológica de La Caleta (1982) y también dirigió la primera excavación científica submarina en el Pecio del Cobre (San Fernando). Dentro del Plan Nacional de Documentación del Litoral Español cartografió la costa desde Rota a Barbate y realizó la primera excavación en La Caleta, descubriendo un fondo de puerto en el pecio de El Aculadero.
En 1986 participó en la Primera Reunión de Arqueología Subacuática en CNIAS de Cartagena, donde coordinaba trabajos de museología y de formación de nuevos profesionales en las Aulas del Mar (CBA y Universidad de Murcia) y en el I Seminario Experimental de Arqueología Subacuática, en el Yacimiento Escuela de El pecio de la Barra y en las prospecciones de la Playa de Sotares, Escombreras, la Barra de San Pedro del Pinatar, (1987) y Barco Fenicio de Mazarrón (1993). En los últimos años ha centrado su trabajo  en la arqueología urbana y de campo.